# Nepheronia
Nepheronia is een geslacht in de orde van de Lepidoptera (vlinders) familie van de Pieridae (Witjes).
Nepheronia werd in 1870 beschreven door Butler.

## Soorten
Nepheronia omvat de volgende soorten:
- Nepheronia argia - (Fabricius, 1775)
- Nepheronia avatar - (Moore, 1858)
- Nepheronia buquetii - (Boisduval, 1836)
- Nepheronia pharis - (Boisduval, 1836)
- Nepheronia thalassina - (Boisduval, 1836)